# OpenDocument
A nu se confunda cu Office Open XML (alt format XML de documente), Open Document Architecture, un format de documente standard ISO lansat cu ceva timp în urmă sau cu Fundația OpenDocument care are legătură totuși cu formatul OpenDocument.
OpenDocument (ODF) este un format de fișiere pentru documentele de birou scrise în format electronic, cum sunt foile de calcul, diagramele, prezentările de diapozitive și documentele create de procesatoare de text. Traducerea cuvântului open document din engleză în română este document deschis, traducere ce definește însuși formatul.
Deși specificațiile au fost la început dezvoltate de Sun, standardul a fost dezvoltat mai departe de comitetul tehnic Open Office XML din cadrul consorțiului Organizației pentru Avansarea Standardelor pentru Informații Structurate (OASIS) și se bazează pe formatul XML, creat și implementat de suita de aplicații pentru birou OpenOffice.org. Pe lângă faptul că este un format gratuit de fișiere și un standard OASIS deschis, este publicat ca standard internațional ISO, ISO/IEC 26300:2006 Open Document Format for Office Applications (OpenDocument) v1.0. Standardele ODF publicate îndeplinesc criteriile generale de standard deschis, ceea ce înseamnă că sunt disponibile și implementabile gratuit.

## Specificații
Cele mai folosite extensii de fișiere pentru documente OpenDocument sunt :
- .odt pentru procesat documente care conțin text
- .ods pentru foi de calcul
- .odb pentru baze de date orientate pe obiecte
- .odp pentru prezentări
- .odg pentru grafică
- .odf pentru formule și ecuații matematice

Un fișier simplu în format OpenDocument constă dintr-un document XML care are <document> ca element rădăcină. Fișierele OpenDocument pot exista și ca arhive ZIP care conțin un număr de fișiere și directoare. Acestea pot conține fișiere în format binar folosite în document și aduc beneficiul unui spațiu ocupat pe disc mai redus datorită comprimării. Conținutul, stilurile, metadatele și setările aplicației sunt stocate în patru fișiere XML diferite.
Există un set bogat de mostre de documente în formatul OpenDocument.  Întreaga colecție este disponibilă sub licența Creative Commons Attribution 2.5.

## Standardizare
Standardul OpenDocument a fost dezvoltat de un comitet tehnic (ODF-TC) din cadrul consorțiului OASIS. Membrii acestui comitet sunt persoane fizice și diverse companii. Membrii activi au dreptul la vot. Actualmente, asta înseamnă că Sun și IBM au o majoritate la vot. În procesul de standardizare s-au implicat dezvoltatori ai multor suite de birou sau sisteme de lucru cu documente. Prima întâlnire oficială ODF-TC pentru a discuta standardul a avut loc în 16 decembrie 2002. OASIS a aprobat OpenDocument ca standard OASIS în 1 mai 2005. OASIS a trimis specificațiile ODF către ISO/IEC Joint Technical Committee 1 (JTC1) în 16 noiembrie 2005 sub prevederile „Publicly Available Specification” (PAS).
După o perioadă de analiză de șase luni, în 3 mai 2006, OpenDocument a trecut unanim votul DIS din JTC1 bucurându-se de o largă participare,
după care specificațiile OpenDocument au fost „aprovate pentru lansare ca standard internațional ISO și IEC” sub numele ISO/IEC 26300:2006.
După răspunsul la toate comentariile scrise și după un proces de votare de 30 de zile, standardul internațional OpenDocument a fost publicat în ISO oficial pe data de 30 noiembrie 2006.
Organizația italiană de standardizare UNI a adoptat OpenDocument în 26 ianuarie 2007.

Alte eforturi de standardizare cu OpenDocument includ:
- Specificația comitetului OASIS OpenDocument 1.0 (ediția a doua)[nefuncțională]
 care corespunde standardului publicat ISO/IEC 26300:2006. Include și schimbările editoriale făcute pentru a răspunde comentariilor făcute în perioada procesului de vot. Este disponibilă în format ODF, HTML și PDF.
- OpenDocument 1.1 include caracteristici adiționale care adresează probleme de accesibilitate.[7] A fost aprobat ca standard OASIS în 1 februarie 2007 după o chemare la vot pe data de 16 ianuarie 2007.[8] Anunțul public a fost făcut în 13 februarie 2007.[9]

## Suport în aplicații

### Programe
Formatul OpenDocument este folosit în software liber precum și în software proprietar.
Acestea includ suite de birou (tradiționale și accesibile pe web) și aplicații individuale pentru procesat texte, foi de calcul, prezentări și gestionarea datelor. Printre cele mai populare pr care suportă OpenDocument se află: 
- AbiWord[10] (Utilizatorii versiunii pentru Windows trebuie să descarce și să instaleze un modul)
- Adobe Buzzword beta
- Apache OpenOffice, suită liberă și gratuită dezvoltat de fundația Apache
- EuroOffice Arhivat în 4 decembrie 2012, la Wayback Machine.
- Google Docs
- Gwenell Doc, un editor de text ODF mic și rapid
- IBM Lotus Notes 8.0+
- IBM Lotus Symphony Arhivat în 20 august 2008, la Wayback Machine., o suită de birou gratuită
- IBM WebSphere Portal 6.0.1+ (vizualizare)
- KOffice și succesorul său, Calligra
- LibreOffice, suită de birou liberă și gratuită dezvoltată de The Document Foundation
- Microsoft Office 2010 (dar foile de calcul .ods salvate din Excel prezintă un bug care le face neconforme cu standardul)
- Microsoft Office 2007 cu Service Pack 2 (SP2) (dar foile de calcul .ods salvate din Excel prezintă un bug care le face neconforme cu standardul) sau folosind plugin-ul de la Sun Microsystems
- Microsoft Office 2000, XP, 2003 și 2007 cu Service Pack 1, folosind plugin-ul de la Sun Microsystems
- Mobile Office, un pachet de birou pentru telefoane mobile Symbian
- NeoOffice
- Oracle Office, suită comercială dezvoltată de Oracle Corporation
- phpMyAdmin, un utilitar de administrare a site-urilor Web PHP
- RedOffice Arhivat în 5 ianuarie 2010, la Wayback Machine., varianta chinezească a OpenOffice.org, cu interfață diferită
- Scribus Arhivat în 9 februarie 2010, la Wayback Machine. 1.2.2+, un program de Desktop Publishing
- Sun Star Office
- SoftMaker Office
- Corel WordPerfect Office X4.[11]
- Zoho

Telefoanele mobile BlackBerry vor suporta formatul OpenDocument începând de la jumătatea anului 2009.
Editorul WordPad din Microsoft Windows 7 suportă formatul OpenDocument.
Biblioteca liberă ODF Toolkit oferă programatorilor suport comod pentru fișiere OpenDocument în programele Java și Microsoft .NET.
Biblioteca liberă jOpenDocument oferă programatorilor suport pentru fișiere OpenDocument în programele lor Java. 
În 21 mai 2008 Microsoft a anunțat că Microsoft Office 2007 Service Pack 2 va adăuga suport nativ pentru formatul OpenDocument. Va oferi suport pentru a crea ODF 1.1, precum și PDF,  atât în programul de instalare cât și prin setări, în timp ce suportul pentru standardul lor în așteptare, ISO 29500, bazat pe formatul din Office 2007, nu va fi implementat până în Office 14.
În luna aprilie 2009, Microsoft a lansat Service Pack 2 (SP2) pentru Microsoft Office 2007, care aduce, într-adevăr, suport pentru fișiere OpenDocument în Word, Excel și PowerPoint. Calitatea implementării ODF este larg dezbătută pe Internet, foile de calcul OpenDocument 1.1 produse de Microsoft Office 2007 fiind incompatibile cu cele ale oricărei alte suite de birou.
Mac OS X 10.5 oferă o versiune de TextEdit și funcționalitatea QuickLook care suportă formatul de text OpenDocument (cu câteva pierderi de formatare).

## Implementarea pe plan mondial
Popularitatea formatului ODF crește considerabil, NATO îl folosește ca standard obligatoriu pentru toate cele 28 de state membre, printre care și România. Pe de altă parte, Brazilia, Croația, Danemarca, Ecuador, Ungaria, Italia, Malaezia, Rusia, Coreea de Sud, Africa de Sud și Suedia urmează o politică strictă ce presupune folosirea formatului liber ODF ca standard unic în sectorul public.